# Tokrau
Der Tokrau (kasachisch Тоқырау Toqyrau; russisch Токрау Tokrau) ist ein Fluss in Kasachstan.
Er entspringt im Gebiet Qaraghandy am Rand des Kysyltas-Gebirges an der Kasachischen Schwelle. Er fließt in südlicher Richtung. Nach 298 Kilometern versickert der Fluss im Sand nördlich des Balchaschsees.
Der Fluss wird hauptsächlich von der Schneeschmelze gespeist. Der Unterlauf fällt häufig trocken.